# Mamoun Elyounoussi
Mamoun Elyounoussi (Amsterdam, 23 juni 1987) is een Nederlands acteur.
Hij speelde onder meer Mimoen in Polleke, en Samir in Het paard van Sinterklaas en Waar is het paard van Sinterklaas?. Voor zijn rol in Het paard van Sinterklaas werd hij genomineerd voor een Gouden Kalf in de categorie 'beste mannelijke bijrol'.

Zijn eerste volwassen hoofdrol was in Coach uit 2009. In Pizza Maffia speelt hij de rol van het personage Haas, naast onder anderen Iliass Ojja.
Daarnaast speelt Elyounoussi sinds 2006 de rol van Mamoun in het kinderprogramma Sesamstraat.
In 2015 speelt hij de rol van agent Pim in de kinderfilm Keet & Koen en de Speurtocht naar Bassie & Adriaan.
Van 2018 tot 2021 speelde hij Nordin, alias Gladde in de Videoland-serie Mocro Maffia.
Van 2020 tot 2022 speelde hij Biko in SpangaS: De campus.